# August Heinrich Gruner

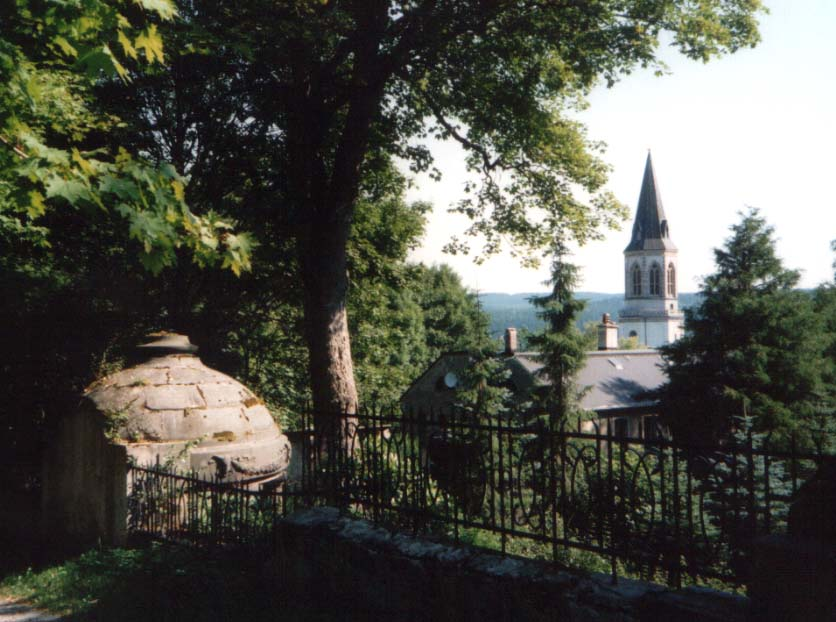
Blick vom früheren Grunerschen Erbbegräbnis auf die Stadtkirche von Johanngeorgenstadt

August Heinrich Gruner (* 2. Januar 1761 in Johanngeorgenstadt; † 27. Juni 1848 ebenda) war ein deutscher Lokalpolitiker und Mineraloge.

## Leben
Gruner war der Sohn eines Glasermeisters und erlernte selbst den Beruf eines Glasers. Die Lehre schloss er mit einer Meisterprüfung ab und half zunächst dem Vater im Geschäft. Schon bald entwickelte er sich zum Kaufmann und übernahm 1797 die Funktion des Postmeisters, später auch des Stadtrichters seiner Heimatstadt. Durch diese Tätigkeit hatte er persönlichen Kontakt zu zahlreichen Gästen, die in der von ihm geleiteten Poststation am Marktplatz von Johanngeorgenstadt, meist auf einer Reise zur Kur nach oder von Karlsbad Halt machten. So lernte er auch Johann Wolfgang von Goethe kennen, der Gruners Kenntnisse auf dem Gebiet der Mineralogie zu schätzen gelernt hatte. Goethe ließ sich, wie aus dessen Brief an den Mineralienhändler David Knoll in Karlsbad vom 26. Mai 1821 hervorgeht, mehrere Mineralien aus Böhmen durch Gruner vermitteln.
In den Befreiungskriegen musste Johanngeorgenstadt aufgrund der aufzubringenden Kosten für der Versorgung durchziehenden Truppen und der Gewalttätigkeiten marodierender Soldaten sehr leiden. Nur der beherzten Fürsprache Gruners soll es zu verdanken sein, dass im September 1813 der frühere sächsische General Thielemann, der in russische Dienste gewechselt war, die Bergstadt nicht in Brand stecken ließ. Diese Tatsache war einer der Gründe, weshalb Gruner 1818 zum Bürgermeister seiner Heimatstadt gewählt wurde. Den Beruf als Postmeister übte er noch bis zum Erreichen des 70. Lebensjahres 1831 aus, dann setzte er sich zur Ruhe.
1824 erwarb Gruner auf eine Forderung von 4000 Talern gegen den Kaufmann Friedrich Nicolai das Vitriol- und Schwefelwerk Gewerken Hoffnung am Erzengler Gebirge, das er wieder aufnahm und mit großem Verlust betrieb. 1828 verkaufte er es einschließlich der zugehörigen Fundgrube für die gleiche Summe an seine vier Kinder Amalie Augusta Priem in Wildenthal, Eduard Emil Gruner in Leipzig, Liddy Emilie Gruner und Milka Nathalia Gruner.
Gruner hinterließ die Tochter Milka Nathalia (Natalie) Dörffel (1810–1888). Das Erbbegräbnis der Familie Gruner existierte noch bis in das ausgehende 20. Jahrhundert auf dem Friedhof von Johanngeorgenstadt.
| Personendaten    | Personendaten                      |
| ---------------- | ---------------------------------- |
| NAME             | Gruner, August Heinrich            |
| KURZBESCHREIBUNG | deutscher Politiker und Mineraloge |
| GEBURTSDATUM     | 2. Januar 1761                     |
| GEBURTSORT       | Johanngeorgenstadt                 |
| STERBEDATUM      | 27. Juni 1848                      |
| STERBEORT        | Johanngeorgenstadt                 |